# Светолик Савић
Светолик Савић (Шабац, 23. јул 1873. — Београд, новембар 1944) био је српски новинар и бициклиста.
У младости, био је успешан члан Првог српског велосипедског друштва у Београду. Заједно са браћом, штампао је опозициони лист Мали журнал. Током 1912. оснива лист Балкан, где му се крајем двадесетих година прикључује Крста Цицварић. Током тридесетих година и у току окупације Србије, издаје антисемитске текстове преко листова Балкан и Нови Балкан.
Као сарадник окупационе владе Милана Недића стрељан је у новембру 1944. у Београду од стране НОВЈ.

## Бициклистичка каријера
Од 1895. учествовао је у бројним велосипедским тркама. Победник је првог првенства Београда 2. јуна 1896. на стази „Лондон“—Топчидер (14 километара), у којој је учествовало 14 такмичара. Савић је представљао српске бициклисте и на јужнословенским тркама у Загребу 21. јуна 1896, на којим су учествовали и бициклисти из Загреба, Љубљане, Осијека и Вараждина. Савић је у трци јуниора на 1.000 метара био други, а у сениорској на 3.000 м први и четврти на 10.000 метара.
Светолик Савић је био најбољи српски бициклиста до Првог светског рата.

## Новинарство и политички рад
Од 1897. до 1898. Светолик је био одговорни уредник Малог журнала, који су штампала његова браћа Божа и Петар. Браћа Савић, представници француске компаније Гомон (фр. Gaumont) отворили су прву наменски изграђену биоскопску салу у Београду, "Модерни биоскоп" у Коларчевој 3. Биоскоп је затворен 1913. као одмазда због опозиционог деловања Малог журнала.
Савић је 1912. покренуо лист Балкан преко којих је вршио агитацију у наредном периоду. Као лидер крајње десне Српске странке, учествовао је у формирању Српске националне омладине (СРНАО) 13. децембра 1922. СРНАО се одвојила од Организације југословенских националиста (ОРЈУНА) сукобивши се са југословенством, и заступала је оно што Доброслав Јевђевић тада назива „српски сепаратизам”. СРНАО није стигла да формира акционе чете до мартовских избора 1923., али већ у мају и јуну почиње њена нагла експанзија. Већ почетком 1923. Светолик Савић је напустио Српску странку и прешао у Радикалну странку, која је здушно стала иза нове организације.
Крајем 1924. избио је сукоб између двојице из реда најутицајнијих људи у СРНАО, Светолика Савића и Драгослава Пантовића, уредника листа Отаџбина, централног листа СРНАО. О коренима овог сукоба недовољно се зна, али по свему судећи, у питању није био никакав идеолошки неспоразум, већ искључиво борба за утицај унутар организације. Сукоб се завршио натегнутим измирењем крајем 1925, на другом конгресу СРНАО. Иако је цео конгрес протекао у духу обновљеног јединства, приметно је да су након конгреса Пантовић и његове присталице више заступљене у новим органима покрета.
Био је члан Југословенског антимарксистичког комитета од јануара до фебруара 1936. након чега са новинаром Крстом Цицварићем води немилосрдну борбу против Комитета, оптужујући га за „недостатак енергије и лоше вођење антимарксистичке акције у земљи” преко свог листа Балкан. Савић је очигледно имао личне размирице са руководством Комитета, а о његовој конфликтној природи сведочи и чињеница да је привремено био искључен из чланства СРНАО у јулу 1924. године.
Штампао је једно од првих издања Протокола сионских мудраца у Србији 1939. преко штампарије листа Балкан. Од 1940. до 1941. издаје изразито антисемитски Нови Балкан.
Као сарадник окупационе владе Милана Недића Савић је стрељан у новембру 1944. у Београду од стране НОВЈ.